# Saccopharynx schmidti
Saccopharynx schmidti és el nom científic d'una espècie de peix abisal pertanyent al gènere Saccopharynx. És una espècie batipelàgica que habita en la zona sud-oest de l'oceà Pacífic.